# GV-196,771
GV-196,771 je antagonist NMDA receptora.